# Tara Strong
Tara Lynn Strong z domu Charendoff (ur. 12 lutego 1973) – kanadyjska aktorka. Żona Craiga Stronga, również aktora.

## Filmografia

### Dubbing
- Drawn Together – Księżniczka Clara/Toot
- Xiaolin – pojedynek mistrzów – Omi
- Młodzi Tytani – Raven
- Atomówki – Bajka
- Ben 10 – Ben Tennyson, dorosła Gwen
- Sabrina, nastoletnia czarownica – Gwen
- Fillmore na tropie – Ingrid Trzecia
- Dom dla zmyślonych przyjaciół pani Foster – Tadek
- Chowder – Trufla
- Przygody Timmy’ego – Timmy i Poof
- My Little Pony: Przyjaźń to magia – Twilight Sparkle
- Lollipop Chainsaw – Juliet Starling
- My Little Pony: Equestria Girls – Twilight Sparkle
- Wróżkowie chrzestni: Timmy ratuje święta – Poof
- Młodzi Tytani: Akcja! – Raven
- Guild Wars 2 – Scarlet Briar
- Jak 3 – Keira
- Mała syrenka 2 – Melody
- Miraculum – Pani Agreste